# 富源北站

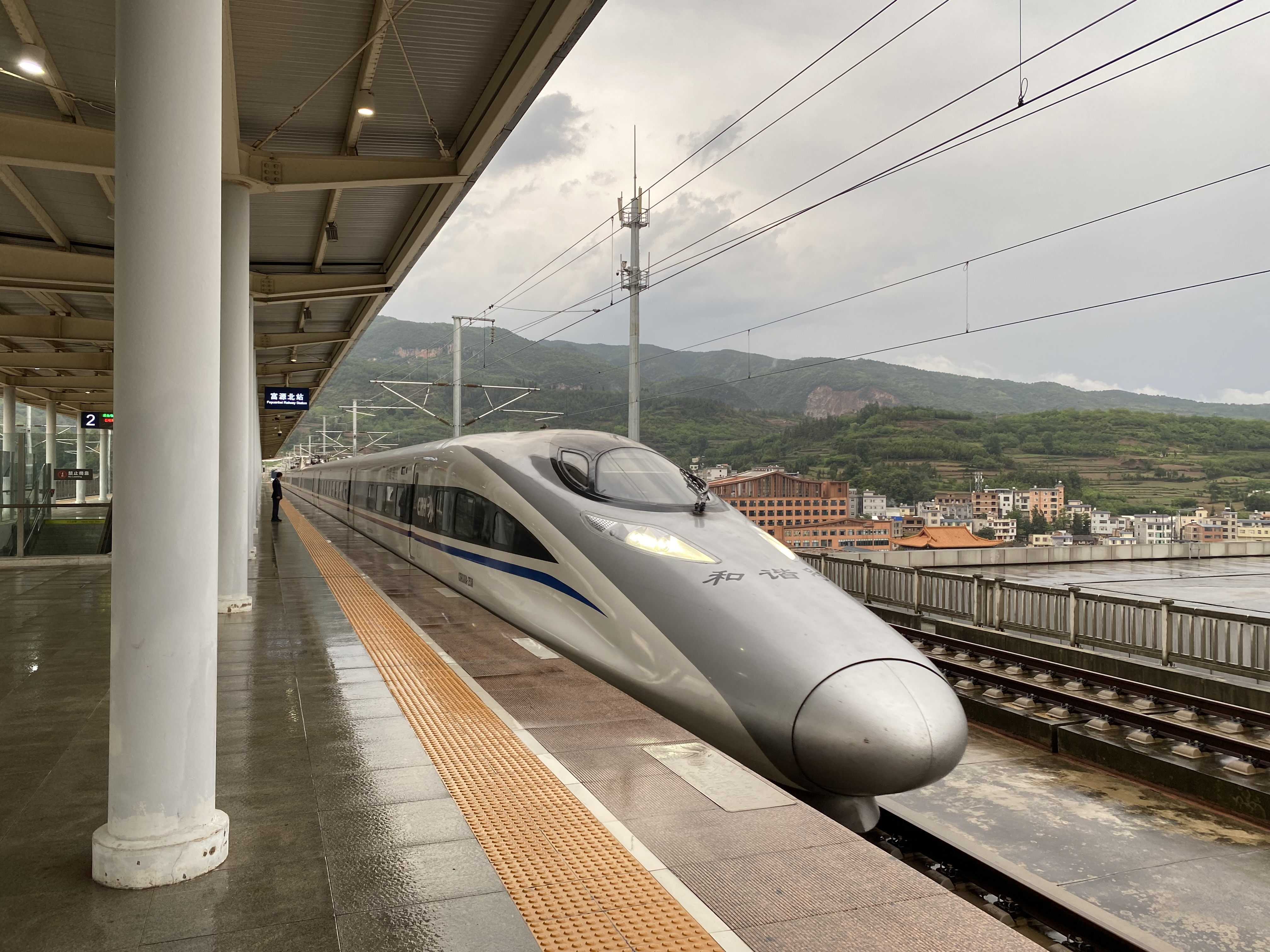
G1535次列车停靠富源北站

富源北站是沪昆高速铁路长昆段上的一个高铁站，位于中国云南省曲靖市富源县中安镇刘家湾。车站大部分位于东门河四线特大桥上，中心里程为DK993+363.905，东侧连接壁板坡隧道。本站是沪昆高速铁路从贵州进入云南的第一站，也是沪昆高速线贵昆段的局间分界站，隶属于昆明铁路局曲靖车务段。

## 车站设计
富源北站的站房形式为线侧下式，总建筑面积约3500平方米，以橙色为主色调，设计中融入古锁、古城墙等元素。车站的站场位于东门河特大桥上，设1座岛式站台、4条股道，采取2线夹1台的布局（类似于三島站的東海道新幹線站场）。